# Céfopérazone
La céfopérazone est une molécule antibiotique de la classe des céphalosporines de 3e génération, découverte en 1978 par des chercheurs japonais.

## Mode d'action
La céfopérazone inhibe la protéine de liaison aux pénicillines (PLP), enzyme permettant la synthèse du peptidoglycane bactérien.